# فرانك دوبسون (سياسي)
فرانك دوبسون هو سياسي بريطاني، ولد في 15 مارس 1940 في يورك في المملكة المتحدة، وتوفي في 11 نوفمبر 2019. نشط حزبياً في حزب العمال.

## مناصب
- في الانتخابات العامة للمملكة المتحدة 1979 [الإنجليزية]‏، انتخب عضو البرلمان الثامن والأربعون للمملكة المتحدة  [لغات أخرى]‏ عن دائرة Holborn and St Pancras South (UK Parliament constituency) [الإنجليزية]‏ وقد انضم خلال فترته النيابية ‏ (3 مايو 1979 – 13 مايو 1983) للكتلة البرلمانية حزب العمال.
- في الانتخابات العمومية للمملكة المتحدة 1983 [الإنجليزية]‏، انتخب عضو البرلمان التاسع والأربعون للمملكة المتحدة  [لغات أخرى]‏ عن دائرة هولبورن وسانت بانكراس وقد انضم خلال فترته النيابية ‏ (9 يونيو 1983 – 18 مايو 1987) للكتلة البرلمانية حزب العمال.
- في الانتخابات العمومية للمملكة المتحدة 1987 [الإنجليزية]‏، انتخب عضو البرلمان الخمسون للمملكة المتحدة  [لغات أخرى]‏ عن دائرة هولبورن وسانت بانكراس وقد انضم خلال فترته النيابية ‏ (11 يونيو 1987 – 16 مارس 1992) للكتلة البرلمانية حزب العمال.
- في الانتخابات العامة في المملكة المتحدة 1992 [الإنجليزية]‏، انتخب عضو البرلمان الحادي والخمسون للمملكة المتحدة  [لغات أخرى]‏ عن دائرة هولبورن وسانت بانكراس وقد انضم خلال فترته النيابية ‏ (9 أبريل 1992 – 8 أبريل 1997) للكتلة البرلمانية حزب العمال.
- في الانتخابات العامة في المملكة المتحدة 1997 [الإنجليزية]‏، انتخب عضو البرلمان الثاني والخمسون للمملكة المتحدة  [لغات أخرى]‏ عن دائرة هولبورن وسانت بانكراس وقد انضم خلال فترته النيابية ‏ (1 مايو 1997 – 14 مايو 2001) للكتلة البرلمانية حزب العمال.
- في الانتخابات العامة في المملكة المتحدة 2001، انتخب عضو البرلمان الثالث والخمسون للمملكة المتحدة  [لغات أخرى]‏ عن دائرة هولبورن وسانت بانكراس وقد انضم خلال فترته النيابية ‏ (7 يونيو 2001 – 11 أبريل 2005) للكتلة البرلمانية حزب العمال.
- في الانتخابات العامة في المملكة المتحدة 2005، انتخب عضو البرلمان الرابع والخمسون للمملكة المتحدة  [لغات أخرى]‏ عن دائرة هولبورن وسانت بانكراس وقد انضم خلال فترته النيابية ‏ (5 مايو 2005 – 12 أبريل 2010) للكتلة البرلمانية حزب العمال.
- في انتخابات المملكة المتحدة لعام 2010، انتخب عضو البرلمان الخامس والخمسين للمملكة المتحدة  [لغات أخرى]‏ عن دائرة هولبورن وسانت بانكراس وقد انضم خلال فترته النيابية ‏ (6 مايو 2010 – 30 مارس 2015) للكتلة البرلمانية حزب العمال.
- انتخب عضو المجلس الخاص بالمملكة المتحدة  [لغات أخرى]‏.
- انتخب زعيم ظل مجلس العموم [الإنجليزية]‏ (13 يوليو 1987 – 2 نوفمبر 1989).
- انتخب وزير ظل الدولة لشؤون الطاقة وتغير المناخ [الإنجليزية]‏ (2 نوفمبر 1989 – 18 يوليو 1992).
- انتخب وزير الظل للدولة للعمالة [الإنجليزية]‏ (18 يوليو 1992 – 21 أكتوبر 1993).
- انتخب وزير دولة - ظل - لشؤون البيئة والغذاء والقروية [الإنجليزية]‏ (20 أكتوبر 1994 – 2 مايو 1997).
- انتخب وزير ظل الدولة للنقل [الإنجليزية]‏ (21 أكتوبر 1993 – 20 أكتوبر 1994).
- انتخب Secretary of State for Health and Social Care [الإنجليزية]‏ (2 مايو 1997 – 11 أكتوبر 1999).

## وصلات خارجية
- الموقع الرسمي